# کارکس دسته اسپیروستاچیا
کارکس دسته اسپیروستاچیا (نام علمی: Carex sect. Spirostachyae) نام یک بخشه از سرده جگن است.